# Kriomasaža
Kriomasaža ili terapija ledom jedan je od najstarijih i najdostupnijih načina lečenja mnogih bolnih stanja na lokomotornom aparatu, ali i drugih stanja i bolesti, čiji način i dužina primene nužno određuje i konačne rezultate lečenja.

## Istorija
Da je upotreba hladnoće u malim dozama korisna za ljudsko zdravlje, ustanovljeno je pre više hiljada godina. Led je korišćen kao terapija u drevnoj Grčkoj i drevnom Rimu, o čemu govori njegova primena u radovima Hipokrata, Galena, Avicene i drugih lekara i naučnika.
Tokom ratova, led i sneg korišćeni su često kao jedino sredstvo za trenutno olakšanje tegoba ranjenicima — kao sredstvo za smanjenje bolnih grčeva povređenih mišića i prevenciju otoka i lezija živaca. Takođe, kroz istoriju hladnoća je primenjivana za sužavanje perifernih krvnih sudova, što se završavalo smanjenjem krvarenja i otoka tkiva.

## Opšte informacije
U biomedicinskim laboratorijama za istraživanje termin „krio" se odnosi na upotrebu tečnog azota za očuvanje živog tkiva. Živo tkivo postaje smrznuto kada se stavi u tečni azot. Ipak, krio masaža ne zahteva pristup tečnom azotu, već koristi  dve različite metode za uklanjanje bola:
- stres-krio stimulaciju i
- masirajuće dejstvo na određeno područje kože.

Za kriomasažu, ili terapiju ledom uopšte, u literaturi se navodi da:
- reaktivira imuni sistem,
- mobilišе endokrini i neurohumoralni sistem,
- poboljšava opšte stanje zdravlja,
- pomaže u borbi protiv stresa i umora.

Kako je kriomasaža samo jedan od mogućih oblika terapije ledom, za nju do danas nema konzistentnog i opšteprihvaćenog modela primene. U tom smislu neki terapeuti zagovaraju ritam od jedne terapije svaka dva sata u akutnoj fazi lečenja dok neki predlažu i smatraju da je primena kriomasaže dovoljna jednom dnevno.

## Način delovanja
Dominantno delovanje kriomasaže, koja je stekla priznanje kao korisna vrstu alternativne medicinske terapije, zasniva se na:
- primarnoj vazokonstrikciji krvnih sudova (sužavanje krvnih sudova),
- sekundarnoj vazodilataciji (širenju krvnih sudova),
- pratećoj desenzibilizaciji lokalnih bolnih receptora.

## Primena
Neke od najčešće primenjivanih oblika kriomasaže su:
Lečenje sportskih povreda
Treneri sportskih timova otkrili su da je kriomasaža odličan način za lečenje sportskih povreda. Fizikalni terapeuti koji rade sa onima koji se oporavljaju od ozbiljnih povreda često hvale sposobnost kriomasaže jer dopunjuje i poboljšava propisanu terapiju.
Lečenje stresa
Psiholozi su otkrili da krio masaža deluje dobro kao lek zasuzbijanje stresa.
Lečenje prekomerne telesne težine
U trenutku kada je sve veći broj lekara postao zabrinut zbog gojaznosti, kriomasaža nudi rešenje. Pacijenti sa prekomernom težinom koji su koristili kriomasažu potom gube kilograme. 
Lečenje celulita
Neki terapeuti su primetili da je kriomasaža pomogla u uklanjanju celulita.
Antigljivično dejstvo
Krio masaža će ubiti svaku kožnu gljivicu. Zbog toga se krio masaža može koristiti za lečenje gljivičnih infekcija. 
Lečenje kožnih bolesti
Krio masaža se takođe pokazala efikasnom za lečenje raznih povreda i bolesti na koži. Na primer, pacijenti sa dermatitisom  mogu se uspešno lečiti primenom kriomasaže.
Lečenje astme
Nakon što je krioterapija korišćena za lečenje različitih poremećaja, utvrđeno je da je jedna od njenih mogućnosti lečenje astme. Kriomasaža uklanja suženja u traheji i alveolama i time astmatičaru omogućava da dobije potreban kiseonik.
Lečenje bola
Jedna od najznačajnijih sposobnost kriomasaže je da ukloni bol i napetost, i kao takva postala je sastavni deo tradicionalnih i alternativnih medicinskih tretmana.

## Način izvođenja
Kriomasaža se izvodi kružnim i/ili linearnim pokretima, jer je kretanje pri kriomasaži potrebno iz dva razloga:
- prvog — kako bi se izbegle promrzline,
- drugog — kako bi se dozvolila sekundarna vazodilatacija kao osnovni fiziološki učinak kome se teži u ovom obliku primene, za razliku od krioobloga, kod kojih je vazokonstrikcija osnov tretmana.

U tom smislu kriomasaža je primerenija subakutnim fazama bolesti, za razliku od krioobloga koje su primerenije u ranoj akutnoj fazi. 
Tokom rada fizioterapeut treba da zaštiti ruke od neželjenog dejstva hladnoće.
Kako se brojni aspekti primene leđa razlikuju od slučaja do slučaja, najbolje je da o načinu primene odlučuju fizioterapeuti, jer nema nikakve svrhe nedeljama, a ponekad i mesecima tretirati ledom bolno mesto ukoliko u prvih nekoliko dana primene kriomasaže nema smanenja bolova. Tada treba preći na primenu drugih načina lečenja.
Dobijanje leda za kriomasažu
Led za kriomasažu se najlakše dobija kada se u plastičnu čašu, sa drvenim štapićem u sredini zamrzne voda u zamrzivaču. Pre upotrebe, mlazom tople vode držeći rukom za štapić vadi se led iz čaše, i njim masira po površini kože.

## Literatura
- Баранов А. Ю., Кидалов В. Н. Лечение холодом. Криомедицина. — СПб.: Атон, 1999.
- Гребенников А.И. Массаж для коррекции фигуры и лечебные обертывания. — М.: Эксмо, 2010. — 272 с.
- Пономаренко Г.Н. Физиотерапия в косметологии. — Спб.: ВМедА, 2002. — 356 с.

## Spoljašnje veze
|  | Molimo Vas, obratite pažnju na važno upozorenje u vezi sa temama iz oblasti medicine (zdravlja). |